# 耿通
耿 通（こう つう、生年不詳 - 1412年）は、明代の官僚。本貫は済南府斉東県。

## 生涯
洪武年間、郷試に及第した。襄陽府教授に任じられた。永楽初年、刑科給事中に抜擢された。1406年（永楽4年）、ベトナムへの使節をつとめた。1409年（永楽7年）、都御史の陳瑛を弾劾した。1411年（永楽9年）、役務の期間を満了した工匠を帰郷させるよう言上した。のちに大理寺右丞に抜擢された。
永楽帝が北巡し、皇太子朱高熾が監国した。漢王朱高煦が太子位を奪う陰謀を巡らし、ひそかに永楽帝の側近と結んで太子のことを讒言し、東宮の臣僚で罪を得る者が多く出た。永楽帝は監国の所管する事務を見直し、部下の多くを異動させた。耿通は「太子に大きな過誤はなく、改めるべきではありません」と永楽帝を諫めた。たびたびこのことを言上したので、永楽帝は喜ばなかった。1412年（永楽10年）秋、耿通が請託を受けて罪人を釈放したと訴える者があり、永楽帝は激怒して都察院と文武の大臣に命じてこの件を調べさせ、「必ず耿通を殺して赦すな」といった。群臣は永楽帝の意を受けて、耿通の罪は斬刑に相当すると上奏した。永楽帝は「耿通は祖法を壊し、わが父子を離間した。寛恕すべきではない。極刑で処分せよ」といって、処刑の命令を下した。廷臣はあえて争わず、耿通は奸党と非難され、磔刑を受けて死んだ。